# Liste der Baudenkmale in Neetzow-Liepen
In der Liste der Baudenkmale in Neetzow-Liepen sind alle denkmalgeschützten Bauten der Gemeinde Neetzow-Liepen (Mecklenburg-Vorpommern) und ihrer Ortsteile aufgelistet. Grundlage ist die Veröffentlichung der Denkmalliste des Landkreises Ostvorpommern mit dem Stand vom 30. Dezember 1996.

## Baudenkmale nach Ortsteilen

### Kagenow
| ID | Lage               | Bezeichnung                                                                | Beschreibung                                                        | Bild           |
| -- | ------------------ | -------------------------------------------------------------------------- | ------------------------------------------------------------------- | -------------- |
|    | Dorfstraße (Karte) | Friedhof, Umfassungsmauer mit Toranlage, hist. Grabzeichen, Kriegerdenkmal | Feldsteinmauer, Tor gemauert und verputzt, Kriegerdenkmal 30.4.1945 |                |
|    | Dorfstraße (Karte) | Kirche                                                                     | Feldsteinkirche, mit Backsteinelementen, teilverputzt               | Weitere Bilder |

### Liepen
| ID | Lage                      | Bezeichnung                                                     | Beschreibung                                                     | Bild                                                            |
| -- | ------------------------- | --------------------------------------------------------------- | ---------------------------------------------------------------- | --------------------------------------------------------------- |
|    | Dorfstraße, B 110 (Karte) | Straßenseitiger Stallspeicher und Hofmauer der ehem. Gutsanlage | Feldstein, mit Backsteinelementen                                | Straßenseitiger Stallspeicher und Hofmauer der ehem. Gutsanlage |
|    | Dorfstraße Nr. 5 (Karte)  | ehem. Küstereigehöft mit Wohnhaus, Stallscheune, Schulanbau,    | Backsteingebäude, Stallung – Fachwerk                            | ehem. Küstereigehöft mit Wohnhaus, Stallscheune, Schulanbau,    |
|    | Dorfstraße Nr. 3 (Karte)  | Wohnhaus                                                        |                                                                  | Wohnhaus                                                        |
|    | Dorfstraße, B110 (Karte)  | Kriegerdenkmal                                                  | Gedenkstein für Gefallene des Ersten Weltkrieges                 | Kriegerdenkmal                                                  |
|    | Dorfstraße, B 110 (Karte) | Friedhof, Umfassungsmauer mit Toranlage, Portal zur Küsterei    | Mauer als Feldsteinmauer ausgeführt, Portal – Backstein (marode) | Friedhof, Umfassungsmauer mit Toranlage, Portal zur Küsterei    |
|    | Dorfstraße, B 110 (Karte) | Kirche Liepen                                                   | Feldsteinkirche mit Backsteinelementen                           | Kirche Liepen                                                   |

### Neetzow
| ID | Lage                                   | Bezeichnung | Beschreibung | Bild |
| -- | -------------------------------------- | --- | --- | --- |
|    | Zum alten Park, Kastanienallee (Karte) | Gutsanlage mit altem Gutshaus (nur Südteil mit Kirchenraum), altem Park, Stallspeicher/Pferdestall, Stallspeicher/Kuhstall, Speicher/Mühle, Stallspeicher/Reithalle mit Zufahrtsparterre, Remise | Marstall mit Reithalle, altes Gutshaus mit Kirche aus gelbem Klinker, Wirtschaftsgebäude aus Feldstein mit Backsteinelementen | Gutsanlage mit altem Gutshaus (nur Südteil mit Kirchenraum), altem Park, Stallspeicher/Pferdestall, Stallspeicher/Kuhstall, Speicher/Mühle, Stallspeicher/Reithalle mit Zufahrtsparterre, Remise |
|    | Am Schlosspark (Karte)                 | Schloss mit Park, Grotte und Parkmauer (ehem. Außenwand eines Gewächshauses) | Neugotischer, 2- u. 3-gesch. gelber Klinkerbau von 1851 mit Terrakotta-Elementen, barockisieren Ostteil, 4-gesch. Mittelrisalit und 6-gesch. Turm, Architekt: Friedrich Hitzig, seit 2004 Hotel; Grotte aus verbrannten Ziegeln der Gutsziegelei; engl. Landschaftspark aus heimischen und fremden Gehölzen; Gut der Familie von Kruse (1803–1945) | Weitere Bilder |

### Padderow
| ID | Lage               | Bezeichnung                                               | Beschreibung                                                                                               | Bild                                                      |
| -- | ------------------ | --------------------------------------------------------- | --- | --------------------------------------------------------- |
|    | Dorfstraße (Karte) | Gutshaus, Fassade und linker Stallspeicher der Gutsanlage | 2-gesch., 11-achs. Backsteinbau auf Feldsteinsockel mit Mittelrisalit, verputzter späterer 2-gesch. Anbau. | Gutshaus, Fassade und linker Stallspeicher der Gutsanlage |

### Preetzen
| ID | Lage    | Bezeichnung | Beschreibung | Bild |
| -- | ------- | --- | ------------ | ---- |
|    |         | Friedhof, Kapelle und Toranlage |              |      |
|    | (Karte) | Gutsanlage mit Gutshaus (Nr. 3), Park mit Umfassungsmauer und Obstbaumgarten, Verwalterhaus (Nr. 11), Scheune, Taubenhaus (nur Fassade OG), Speicher/Mühle, Gutshofmauer mit Toranlage, Wegführung mit Pflasterung, Feldsteinscheune (westlich am Friedhof) |              |      |

### Priemen
| ID | Lage | Bezeichnung                                                     | Beschreibung | Bild |
| -- | ---- | --------------------------------------------------------------- | ------------ | ---- |
|    |      | Wohnstallhaus, eh. Kuhstall: Kellergewölbe der ehem. Gutsanlage |              |      |

### Steinmocker
| ID | Lage                      | Bezeichnung | Beschreibung | Bild     |
| -- | ------------------------- | --- | --- | -------- |
|    | Dorfstraße (Karte)        | Kirche | Feldsteinbau vom 15. Jh., seitl. verputzt, Giebel aus Feldsteinen; 4-eck. Westturm verbrettert mit 8-eck. spitzen Helm | Kirche   |
|    | Dorfstraße (Karte)        | Friedhof, Umfassungsmauer mit Toranlage, historische Grabzeichen und Umfassungsgitter                                                                                | |          |
|    | Dorfstraße (Karte)        | Gutsanlage mit Gutshaus, Parkumfassungsmauer, Zufahrtsparterre mit Pflasterung, Verwalter-Wirtschaftshaus (Nr. 53), rechter Stall/Kornspeicher, linker Stallspeicher | Gutshaus: Klassizistischer, sanierter, 1-gesch. Putzbau von um 1800 mit Mansarddach                                    |          |
|    | Dorfstraße                | Kriegerdenkmal 1914/18 | Für Gefallene des Ersten Weltkrieges                                                                                   |          |
|    | Dorfstraße Nr. 6 (Karte)  | Doppelwohnhaushälfte | |          |
|    | Dorfstraße Nr. 10 (Karte) | Wohnhaus | | Wohnhaus |
|    | Dorfstraße Nr. 43 (Karte) | Wohnhaus | |          |
|    | Vorwerk (Karte)           | Wohnhaus (feldsteinsichtig) | |          |

## Quelle
- Bericht über die Erstellung der Denkmallisten sowie über die Verwaltungspraxis bei der Benachrichtigung der Eigentümer und Gemeinden sowie über die Handhabung von Änderungswünschen (Stand: Juni 1997; PDF, 934 kB)

- Karte mit allen Koordinaten:
- OSM |
- WikiMap